# عذراء غرناطة: حب بين مدينتين (رواية)
عذراء غرناطة: حب بين مدينتين، هي رواية للكاتب المغربي الدكتور سعيد العلام، قد فازت بجائزة كتارا للرواية العربية في صنف الرواية غير المنشورة، سنة 2020.

## نبذة عن الرواية
تدور أحداث الرواية حول تاريخ الأندلس،خاصة حدث سقوط غرناطة. تتطرق الرواية لأسباب انتكاسة الأندلس. 
وتستعيد وقائع سقوط مدينة غرناطة، آخر معاقل المسلمين في الأندلس، وتربط ذلك بمدينة مغربية معاصرة (لم تُحدد بالاسم صراحة، لكنها قد تكون شفشاون أو تطوان). من خلال قصة حب رمزية، تصوغ الرواية تأملًا في خيانة الذات، وأسباب الهزيمة الداخلية، وتطرح في خلفية السرد مفهوم "الحب" كوسيلة رمزية لعبور الهزيمة والبحث عن خلاص أخلاقي وحضاري.
يبحث سعيد العلام في الكيفية التي تناول بها الروائيون العرب موضوع الأندلس وسقوط غرناطة، بوصفها رمزًا لانكسار الهوية العربية وفقدان مجد حضاري. يتوقف بشكل خاص عند:
- مفهوم الهوية الضائعة.
- صورة الآخر الأوروبي (الإسباني خصوصًا) في المخيال السردي العربي.
- استدعاء الأندلس كحلم ثقافي وفني في النصوص الروائية الحديثة.

## الشخصيات
الشخصيات في الرواية ليست أسماءً حقيقية من التاريخ فقط، بل تحمل صفات رمزية:
- المدينة/العذراء = غرناطة النقية المنتهكة.
- المحب/العاشق = تمثيل للإنسان العربي الذي يتشبث بالماضي لكنه يخشى مواجهته.
- الخونة والمطبعون = نخب فاقدة للقدرة على المقاومة، تعيش على هوامش السلطة.

## البنية العامة للرواية
ينقسم الكتاب إلى فصول منهجية، كل فصل يعالج جانبًا محددًا من حضور الأندلس وغرناطة تحديدًا في الرواية العربية، كجزء من الخطاب الثقافي والهوياتي. ومن بين محاوره الأساسية:
- استحضار الأندلس كيوتوبيا ضائعة.
- حضور الآخر الإسباني في المخيال العربي.
- رمزية المرأة/العذراء كتمثيل للأرض والهوية المنتهكة.
- تحليل النماذج السردية التي أعادت كتابة قصة سقوط غرناطة من وجهة نظر عربية معاصرة.

## اسلوب الكتابة
كتب سعيد العلام الرواية بلغة شاعرية وتأملية، معتمداً تقنية التوازي السردي بين زمنين ومكانين، ومتخذًا من الشخصيات كائنات رمزية تمثل الأرض، الهزيمة، الخيانة، والأمل. الرواية ليست تأريخًا للوقائع، بل سردًا يعيد تخييل الهزيمة بوصفها معركة مع الذات قبل الآخر.

## استلهام تاريخ غرناطة
على الرغم مما تحقق من تراكم روائي نسبي حول مدينة «غرناطة»، نجد أن الرواية العربية قد واصلت استلهام تاريخ هذه المدينة، وبمستويات مختلفة ومن منظورات زمنية متداخلة، تمزج الماضي بالحاضر والمستقبل، كما هي الحال في واحدة من آخر الروايات المنشورة، هي رواية «عذراء غرناطة» للروائي سعيد العلام، في اتخاذها من سقوط مدينة «غرناطة»، في الأندلس، ومن مدينة «شفشاون»، في المغرب، مجالًا لتوليد المحكي الروائي التاريخي حول شخصية «يوسف»، أحد المهجرين من غرناطة الذين استقروا بشفشاون، وحول أسباب هزيمة غرناطة وانتكاستها. وتبقى مدينة «غرناطة» الأكثر حضورًا في الروايات التاريخية العربية، وفي غيرها من الروايات الأجنبية عن الأندلس، ولربما يعود اهتمام الروائيين بغرناطة أساسًا لكونها تشكّل آخر معاقل الأندلس التي سقطت، بما أعقب سقوطها من نكسات ومآسٍ، فضلًا عن دوافع أخرى جعلت هذه المدينة بالذات تحظى باهتمام كثير من الروائيين، إلى جانب مدن أندلسية أخرى موازية: (قرطبة، مورسيا، ماربيا، إشبيلية، بلنسية، طليطلة، الجزيرة الخضراء...)، فضلًا عن ذلك، اشتهرت مدينة غرناطة بوصف «العذراء»، كما في عناوين روايات مذكورة، بما هو وصف جار في بعض نصوص الرواية العربية والعالمية، https://alarabi.nccal.gov.kw/Home/Article/24520

## أنضر أيضا
- سعيد العلام
- جائزة كتارا للرواية العربية
- سقوط الأندلس